# Seznam bolgarskih pisateljev
Seznam bolgarskih pisateljev.

## A
- Veselin (Georgi) Andreev (1918–1991)
- Dragomir Asenov (1926–1981) (dramatik)

## B
- Elisaveta Bagrjana (1893–1991)
- Aleksandăr Mihailov Balabanov (1877–1955)
- Vela Blagoeva (1858–1924)
- Ilija R. Blaskov (1839–1913)
- Stefan Savov Bobčev (1853–1940)
- Ivan Bogorov (1818–1892)
- Ran Bosilek (1886–1958)
- Hristo Botev (1848–1876)

## C
- Stefan Canev (1936–)

## Č
- Stilijan Čilingirov (1881–1962)
- Čudomir (Dimităr Hristov Čorbadžiski)

## D
- Atanas Dalčev (1904–1978)
- Stojan C.(enkov) Daskalov
- Dimčo Debeljanov (1887–1916)
- Dimitar Dimov (1909–1966)
- Sava Dobroplodni (1820–1894)
- Anton Dončev
- Vasil Drumev
- Georgi Džagarov (1925–1995)

## F
- Hristo Fotev

## G
- Dora Gabe (1886–1983)
- Veselina Genovska (1911–1960)
- Mihalaki Georgiev (1852–1916)
- Veselin Georgiev (1918– ?)
- Najden Gerov (1823–1900) (leksikograf, filolog)
- Cani Ginčev (1835–1894)
- Zmej Gorjanin
- Georgi Gospodinov (1968)

## H
- Nikolaj Hajtov (1919–2002)
- Paisij Hilendarski (1722–1773)
- Ivan Granicki

## J
- Jordan Jakov
- Pejo Javorov (1878–1914)
- Jordan Jovkov (1889–1937)

## K
- Kiril Kadijski
- Kamen Kalčev (1914–1988)
- Petŭr Karaangov
- Zahari Karabašliev
- Angel (Ivanov) Karalijčev (1902–1972)
- Georgi (Slavov) Karaslavov (1904–1980)
- Slav Hr. Karaslavov (1932–2002)
- Ljuben Karavelov (1834–1879)
- Aleko Konstantinov (1863–1897)
- Konstantin Konstantinov (1890–1970)
- Stefan L. Kostov (1879–1939)
- Trifon Kunev (1880–1954)

## L
- Ljubomir Levčev (1935–2019)
- Vesela Ljahova (1961)

## M
- Georgi Markov (1929–1978)
- Stojan Mihajlovski (1856–1927)
- Geo Milev (1895–1925)
- Leda Mileva (1920–2013)
- Svetoslav Minkov (1902–1966)
- Vera Mutafčieva (1929–2009)

## N
- Svetoslav Nahum (1970)
- Dobri Nemirov (1882–1945)
- Neofit Rilski

## P
- Radoslav Parušev (1975)
- Viktor Paskov (1949–2009)
- Konstantin Pavlov (1933–2008)
- Elin Pelin (1877–1949)
- Ivailo Petrov (1923–2005)
- Emanuil Popdimitrov - Popzahariev (1885–1943)
- Fani Popova-Mutafova (1902–1977)
- Grigor Prličev (1830–1893)

## R
- Radoj Ralin (1923–2004)
- Jordan Dimitrov Radičkov (1929–2004) (Dimităr Ivanov Stojanov)
- Nikola Rakitin (1885-1934)
- Georgi Sava Rakovski (1821–1867)
- Asen Razcvetnikov (1897–1951)
- Milen Ruskov (1966)

## S
- Viktor Samuilov?
- Stefan Savov (1896–1969) (dramatik)
- Penčo Slavejkov (1886–1912)
- Petko Slavejkov (1827–1895)
- Georgi Stamatov (1869–1942)
- Emilijan Stanev (1907–1979)
- Valeri Stefanov (1958)
- Ljudmil Stojanov (1888–1973)
- Stanislav Stratiev (1941–2000) (dramatik, scenarist)
- Anton Strašimirov (1872–1937)
- Pajsije Svetogorac (1924–1994)

## T
- Dimităr Petrov Talev (1898–1966)
- Petko Jurdanov Todorov (1879–1916)
- Ilija Trojanow (1965) (bolgarsko-nemški...)

## V
- Orlin Vasilev (1904–1977)
- Ivan Vazov (1850–1921)
- Konstantin Veličkov (1855–1907)
- Krum Velkov (1902–1960)
- Pavel Vežinov (1914–1983)
- Todor Gančev Vlajkov (1865–1943)
- Dobri Vojnikov (1833–1878)
- Ilija Volen (1905–1982)
- Sofronij Vračanski (1739–1813)

## Z
- Kamen Zidarov (1902–1987) (dramatik)